# Barranc de Russirera
El Barranc de Russirera, és un barranc de l'antic terme de Sapeira, actualment inclòs en el terme municipal de Tremp, al Pallars Jussà.
Es forma a 908 m. alt., a la partida de Russirera, al nord-est del Mas de Gravat, per la unió dels barrancs de la Font de les Aigües, que procedeix del nord-est, i de l'Obaga Negra, que ho fa des de l'est.
Davalla cap al sud-oest deixant al sud el Mas del Gravat i el Mas dels Prats, i poc després rep per l'esquerra el barranc del Roure Sol, moment en què passa a anomenar-se barranc dels Masets.